# O Vater, armer Vater, Mutter hängt dich in den Schrank und ich bin ganz krank
O Vater, armer Vater, Mutter hängt dich in den Schrank und ich bin ganz krank ist eine US-amerikanische Filmkomödie aus dem Jahr 1967. Der Film wurde von Seven Arts Productions produziert und basiert auf dem 1961 uraufgeführten Bühnenstück Oh Dad, Poor Dad, Mamma’s Hung You in the Closet and I’m Feelin’ So Sad: A Pseudoclassical Tragifarce in a Bastard French Tradition von Arthur Kopit.

## Handlung
Madame Rosepettle und ihr 25-jähriger Sohn Jonathan kommen in einem Urlaubsresort in der Karibik an. Zum Gepäck der Dame gehören ihre Sammlung von Venusfliegenfallen sowie ein Koffer, in dem sich die Leiche ihres verstorbenen Ehemannes befindet. Ihre Aktionen werden vom Himmel aus von eben diesem Ehemann, der aus seinem kindischen und von der Mutter verwöhnten Sohn einen richtigen Mann machen will, beobachtet.
Der Vater arrangiert ein Treffen zwischen Jonathan und der verführerischen Rosalie, die im Hotel als Babysitterin arbeitet. Madame Rosepettle ihrerseits wirbt um den wohlhabenden Lüstling Commodore Roseabove. Sie zeigt ihm einige Privatfilme, die auch der versteckte Jonathan zu Gesicht bekommt. Die Vergangenheit seiner Mutter erschüttert den jungen Mann derart, dass er beginnt, die Einrichtung zu zerstören. Rosalie kommt in den Tumult hinzu und versucht, Jonathan zu verführen. Sie lässt sich auch nicht davon abhalten, als die Leiche des Vaters, die in einem Schrank deponiert war, herausfällt.
Jonathan ist so aufgeregt, dass er Rosalie erwürgt und die Flucht ergreift. Madame Rosepettle, die den Commodore geheiratet hat, beginnt bei ihrer Rückkehr nach Jonathan zu suchen. Sie und der Commodore verfolgen ihn bis zu einem Motorboot, in dem er sich versteckt hält. Als das Boot versehentlich gestartet wird und losfährt, kann der Commodore Jonathan retten, erleidet jedoch dabei einen tödlichen Herzinfarkt. 
Madame Rosepettle legt Trauerkleidung an und verlässt mit Jonathan die Insel. Zu ihrem Gepäck gehören nun zwei Koffer. Der Vater gibt sich geschlagen und zieht sich auf seine Wolke zurück.

## Produktion
Gedreht wurde der Film vom 15. April bis Mitte Juli 1965 auf Jamaika.
Nach einigen erfolglosen Previews entschloss sich Produzent Ray Stark, den Film umzuschreiben. Zusätzlich wurden die Szenen mit dem verstorbenen Vater nachgedreht. Der Nachdreh fand am 6. und 7. Mai 1966 in den Paramount-Studios in Hollywood statt und wurde von Alexander Mackendrick geleitet. Den Prolog schrieb der Darsteller des Vaters, Jonathan Winters, selber. 
Die von George Duning komponierte Originalmusik wurde durch Neal Heftis Komposition ersetzt. Kameramann Charles Lawton jr. verstarb am 11. Juli 1965 an einem Herzinfarkt. Die restlichen Szenen wurden von Harry Stradling Sr. gefilmt.

## Stab und Besetzung
William Kiernan war der Szenenbildner, Howard Shoup der Kostümbildner. Rosalind Russels Kleider wurden vom Modedesigner James Galanos entworfen. James Wilkinson und Josh Westmoreland waren für den Ton verantwortlich, Charles Spurgeon und Farciot Edouart für die Spezialeffekte. 

## Synchronisation
Die deutsche Synchronfassung wurde von der Berliner Synchron GmbH Wenzel Lüdecke erstellt. Das Dialogbuch schrieb Klaus von Wahl, der auch die Dialogregie führte.
| Rolle           | Schauspieler     | Deutscher Synchronsprecher |
| --------------- | ---------------- | -------------------------- |
| Mme Rosepettle  | Rosalind Russell | Alice Treff                |
| Jonathan        | Robert Morse     | Wolfgang Condrus           |
| Rosalie         | Barbara Harris   | Dagmar Biener              |
| Comm. Roseabove | Hugh Griffith    | Fritz Tillmann             |
| Vater/Erzähler  | Jonathan Winters | Benno Hoffmann             |
| Breckenduff     | Hiram Sherman    | Peter Schiff               |

## Veröffentlichung
Die Premiere des Films fand am 15. Februar 1967 statt. In der Bundesrepublik Deutschland kam er am 5. Juli 1967 in die Kinos.

## Kritiken
Das Lexikon des internationalen Films schrieb: „Vergröberte Filmfassung einer Bühnenkomödie, die ein recht grelles Bild vom amerikanischen Matriarchat entwirft.“
Bosley Crowther von der The New York Times befand, ein Film mit solch einem grotesken Titel setze ein Zeichen an Verrücktheit und Morbidität, ganz zu schweigen von Verblüffung, so dass es schwer sei, dem gerecht zu werden. Genau dies sei das Problem des Films. Er kämpfe zu sehr damit, seltsam zu wirken, und strenge sich an, mit Witzen und absurdem Verhalten so weitschweifig wie der Titel zu sein.